# 菅間記念病院
菅間記念病院（かんまきねんびょういん）は、栃木県那須塩原市にある医療機関である。
2015年（平成27年）3月に新病棟開院。

## 沿革
- 1964年（昭和39年）3月19日 菅間外科胃腸科医院開設。
- 1965年（昭和40年）10月1日 菅間病院開設。
- 1975年（昭和50年）7月17日 医療法人社団「博愛会」設立。初代理事長 菅間 恒　就任。
- 1989年（平成元年）8月1日 病院名を「那須野が原菅間病院」へ改称。
- 1997年（平成9年） 8月1日 「ほほえみ訪問看護ステーション」開設。
- 2002年（平成14年）4月1日 特定医療法人認定、病院名を「菅間記念病院」へ改称。
- 2003年（平成15年）4月1日 増築・南病棟オープン(120床)。
- 2006年（平成18年）4月1日 「在宅総合ケアセンター」開設。
- 2008年（平成20年）4月4日 「那須塩原クリニック(19床)・健康増進センター」開設。
- 2008年（平成20年）7月5日 第2代理事長 菅間 博　就任。
- 2009年（平成21年）1月1日 社会医療法人認定。
- 2012年（平成24年）2月11日 那須看護専門学校開設。
- 2015年（平成27年）3月30日 新病棟開院
- 2019年（平成31年）3月30日 東棟リニューアルオープン
- 2020年（令和2年） 11月1日 HCU病棟開設。
- 2022年（令和4年） 7月19日 電子カルテを中心とした病院DX環境構築。

## 診療科・部門
診療科
- 内科
- 循環器科
- 消化器科
- 外科
- 外科（乳腺外来）
- 神経内科
- 整形外科
- 放射線科
- 呼吸器科
- 内分泌代謝科
- 小児科
- 腎臓内科
- 泌尿器科
- 脳神経外科
- ペインクリニック
- リハビリテーション
- 歯科／口腔外科
- 透析センター
- 女性診療科・産科
- 耳鼻咽喉科

看護部
医療技術部
- 臨床検査科
- 薬剤科
- リハビリテーション科
- 放射線科
- 栄養科

## 栃木県保健医療計画（6期計画）における機能別医療機関指定
菅間記念病院
- がんの医療に関する機能別医療機関（専門診療）
- がんの医療に関する機能別医療機関（療養支援）
- 脳卒中の医療に関する機能別医療機関（回復期）
- 急性心筋梗塞の医療に関する機能別医療機関（急性期）
- 急性心筋梗塞の医療に関する機能別医療機関（回復期）
- 糖尿病の医療に関する機能別医療機関（初期・安定期治療）
- 糖尿病の医療に関する機能別医療機関（専門治療）
- 糖尿病の医療に関する機能別医療機関（糖尿病腎症治療）
- 糖尿病の医療に関する機能別医療機関（糖尿病神経障害治療）
- 救急医療に関する機能別医療機関（入院救急医療（二次救急医療）病院群輪番制病院）
- 救急医療に関する機能別医療機関（入院救急医療（二次救急医療）救急告示医療機関）

那須塩原クリニック・健康増進センター
- がんの医療に関する機能別医療機関（療養支援）
- 救急医療に関する機能別医療機関（入院救急医療（二次救急医療）救急告示医療機関）

ほほえみ看護ステーション
- がんの医療に関する機能別医療機関（療養支援 24時間対応体制訪問看護ステーション）

## 交通アクセス
- 東北新幹線で東京駅より那須塩原駅まで75分。
- 那須塩原駅より車で10分。
- 黒磯駅より徒歩10分。
- 東北自動車道 那須 I.C.より15分。

無料送迎バスについて
- 菅間記念病院と那須塩原クリニック間で、無料のシャトルバスを運行[1]。
  - 日曜・祝日運休（菅間記念病院ホームページより抜粋）